# Ai confini del delitto
Ai confini del delitto (Two of a Kind) è un film del 1951 diretto da Henry Levin.

## Trama
Un avvocato corrotto ed una ragazza progettano un inganno ai danni di un'anziana coppia: spacciare un impostore per il figlio che è scomparso da tempo. L'inganno riesce, ma il piano dei due non si realizza perché il vecchio capofamiglia si rifiuta di cambiare il testamento a favore del figlio ritrovato. L'impostore dovrebbe quindi uccidere il vecchio, ma la sua esitazione fa saltare il piano dell'avvocato e lo fa scoprire.